# Pardosa saturatior
Pardosa saturatior là một loài nhện trong họ Lycosidae.
Loài này thuộc chi Pardosa. Pardosa saturatior được Eugène Simon miêu tả năm 1937.